# Xã Newport, Quận Marshall, Nam Dakota
Xã Newport (tiếng Anh: Newport Township) là một xã thuộc quận Marshall, tiểu bang Nam Dakota, Hoa Kỳ. Năm 2010, dân số của xã này là 68 người.